# Zrin Institut
Znanstveno-razvojna inicijativa - Institut za razvoj i održivost Hrvatske (ZRIN) osnovan u Zagrebu 5. svibnja 2022. prvi je hrvatski think-tank koji se bavi javnim politikama. Radi se o neprofitnoj, nevladinoj i nestranačkoj organizaciji koju čine neovisni stručnjaci iz akademskog i poslovnog svijeta. Misija ZRIN-a je predlagati javne politike te njihov učinak na poboljšanje životnih i gospodarskih uvjeta u Republici Hrvatskoj. Predsjednik Upravnog vijeća ZRIN-a jedan je od najuspješnijih hrvatskih menadžera, hrvatski branitelj i bivši zatočenik u srpskim logorima 1990-ih Damir Vanđelić.

## Ustroj ZRIN-a

### Članovi Upravnog vijeća
- Damir Vanđelić, mag.inž., MBA
- Prof.dr.sc. Gordan Gledec
- Doc.dr.sc. Marin Strmota
- Mr.sc.Vedrana Pribičević
- Dr.sc. Ivan Škegro

## Vanjske poveznice
Mrežna mjesta
- Službene stranice  Arhivirana inačica izvorne stranice od 22. prosinca 2022. (Wayback Machine)
- Zrin Institut na Facebooku
- Zrin Institut na Youtubeu